# Skaz
Lo skaz (in russo cказ?) è la riproduzione di una narrazione orale. Un testo costruito secondo la tecnica dello skaz è un testo in cui "vediamo parlare" qualcuno. Nel 1918 Ejchenbaum pubblicò “L’illusione dello skaz”, in cui scrisse che l'influenza dello skaz è visibile nella composizione, nella costruzione sintattica, nella scelta delle parole e nella loro distribuzione. Quello che viene tradotto come “racconto” si dice сказка, inteso come fiaba, collegato al verbo сказать (parlare), di cui il narratore è detto сказитель, colui che racconta.
Gogol è considerato il più grande utilizzatore dello skaz. Lui stesso ha creato una particolare forma di skaz con esclamazioni e giochi di parole. La prosa ornamentale, sviluppatasi nel XX secolo, assorbe insieme lo skaz molto violento, e una raffinata prosa poetica.